# Thomas (Oklahoma)
Thomas es una ciudad ubicada en el condado de Custer en el estado estadounidense de Oklahoma. En el año 2010 tenía una población de 1181 habitantes y una densidad poblacional de 380,97 personas por km².

## Geografía
Thomas se encuentra ubicada en las coordenadas 35°44′47″N 98°44′54″O / 35.74639, -98.74833 (35.746419, -98.748264).

## Demografía
Según la Oficina del Censo en 2000 los ingresos medios por hogar en la localidad eran de $30,083 y los ingresos medios por familia eran $36,667. Los hombres tenían unos ingresos medios de $30,000 frente a los $17,440 para las mujeres. La renta per cápita para la localidad era de $15,693. Alrededor del 17.2% de la población estaban por debajo del umbral de pobreza.